# تی‌یووی نورد
تی‌یووی نورد (انگلیسی: TÜV Nord) شرکت مهندسی آلمانی است، که در سال ۱۸۶۹ تأسیس شد.